# Феминистская партия
Феминистская партия (фин. Feministinen puolue r.p. швед. Feministiska partiet r.p.) — финская партия. Учредительное собрание ассоциации состоялось 15 июня 2016 года, и после сбора 5000 карточек сторонников 13 декабря она подала заявку на внесение в партийный реестр, куда она была внесена 11 января 2017 года.

## Политика
Феминистская партия называет гендерное равенство, недискриминацию и безопасность человека тремя столпами своей политики. По мнению партии, целью феминистской политики является «общество, в котором все люди имеют возможность полностью реализовать свой потенциал наравне с другими».
Партия призывает внести равный вклад в взносы работодателей для финансирования повышения заработной платы в секторах, где преобладают женщины, сокращения рабочего дня и увеличения пенсий пенсионерам, работавшим по уходу.  Кроме того, партия стремится к более равномерному распределению родительских пособий между мужчинами и женщинами и бесплатному уходу за детьми.
Партия хочет проводить политику, движущей силой которой является любовь.

## Организация
Первоначально предполагалось, что в партии будет три равных председателя, но Национальный совет по патентам и регистрации не одобрил модель с тремя председателями, поэтому президиум состоит из одного председателя и двух заместителей председателя. Партию возглавляет Эмилия Таскинен, первым заместителем председателя является Тару Халликайнен, а вторым — Эева Партанен. Помимо них, правление партии состоит из девяти полноправных членов и шести заместителей. Лаури Альхоярви — секретарь партии.
У партии четыре округа: Хельсинки, Уусимаа, Варсинайс-Суоми и Пирканмаа.

## Результаты выборов
На муниципальных выборах 2017 года Феминистская партия выдвинула в общей сложности 40 кандидатов в девяти населенных пунктах. Партия получила 6856 голосов (0,3 % голосов) по всей стране и одно место в совете Хельсинки. Катю Аро, председательница партии, прошла.
На парламентских выборах 2019 года Феминистская партия получила 6669 голосов, или 0,2 процента по стране. Наибольшая поддержка была в Хельсинки (0,9 %).
На выборах в Европейский парламент 2019 года у партии было три кандидата. Партия получила 0,2 % голосов.